# Objectif aventure

Objectif aventure est un jeu télévisé d'aventure, conçu et produit par la Télévision Suisse Romande, basé sur le modèle de Koh-Lanta et dans lequel huit candidats âgés de 12 ans et issus de pays francophones partent dans des pays  bout du monde, à la recherche de l'« Écosphère ». La première saison a été diffusée en 2003 sur la chaîne francophone suisse TSR en France sur la chaine Planète Juniors et l'été 2008 sur France 3 dans Toowam.

## Saisons
- 2003 Norvège
- 2004 Andalousie
- 2006 Nouvelle-Calédonie
- 2008 Bali